# Distretto di Bochnia
Il distretto di Bochnia (in polacco powiat bocheński) è un distretto polacco appartenente al voivodato della Piccola Polonia.

## Geografia antropica

### Suddivisioni amministrative
Il distretto comprende 9 comuni.
- Comuni urbani: Bochnia
- Comuni urbano-rurali: Nowy Wiśnicz
- Comuni rurali: Bochnia, Drwinia, Lipnica Murowana, Łapanów, Rzezawa, Trzciana, Żegocina